# Thelecythara dushanae
Thelecythara dushanae é uma espécie de gastrópode do gênero Thelecythara, pertencente a família Pseudomelatomidae.